# Selvanera
Selvanera és una entitat de població del municipi de Torrefeta i Florejacs, a la comarca de la Segarra, actualment (2018) té una població de 61 habitants. Està situat al sector septentrional del terme, a gregal del poble de Palou, a la conca del Llobregós. El poble està dominat per la casa senyorial de can Viles, i per l'església de Sant Sebastià i Sant Isidre de Selvanera, construïda l'any 1797. Altres indrets d'interés del poble són la capella de la Soledat, la masia de les Casetes o el conjunt de la mas Mascó i la capella de Sant Vicenç. Selvanera juntament amb Granollers de Segarra formaven un municipi independent fins al segle xix i depenien de la baronia de Florejacs.

## Persones il·lustres
- Ramon Condal i Escudé, empresari i president del RCD Espanyol